# 배틀스타 갈락티카 시즌 1
리메이크된 《배틀스타 갈락티카》의 첫 번째 시즌은 2004년 2월 Sci-Fi 채널을 통해 2시간 여 분량으로 첫 방송이 시작됐다. 8개월 후부터는 영국과 아일랜드에서도 방송이 시작되었다. 시리즈의 첫 번째 에피소드인 "33"은 휴고 어워드에서 수상했으며 피바디 어워드에서는 시즌 1에 대해 "공상 과학 드라마를 만들 수 있는 한계치까지 끌어올렸으며 이를 현실로 이루어냈다"고 평가했다.
시즌 1은 2003년 12월에 방송되었던 미니시리즈에서 줄거리가 이어진다.

## 출연진 및 등장인물

### 주연
- 에드워드 제임스 올모스 - 윌리엄 아다마 역(役)
- 메리 맥도넬 - 로라 로슬린 역
- 케이티 새코프 - 카라 "스타벅" 트레이스 역
- 제이미 뱀버 - 리 "아폴로" 아다마 역
- 제임스 컬리스 - 가이우스 발타
- 트리시아 헬퍼 - 6호
- 그레이스 박 - 샤론 발레리/8호 역
- 마이클 호건 - 사울 타이 역
- 에런 더글러스 - 갤런 티롤 역
- 타모 페니킷 - 칼 "힐로" 아가톤 역
- 캔디스 매클루어 - 아나스타샤 듀알라 역
- 폴 캠벨 - 빌리 케이케야
- 알레산드로 줄리아니 - 펠릭스 게이타 역

### 조연
- 니키 클라이네 - 켈리 핸더슨 역
- 새뮤얼 윗워 - 알렉스 "크래시다운" 콰타라로 역
- 도넬리 로즈 - 셔먼 코틀
- 칼럼 키스 레니 - 레오반 코노이/2호 역
- 매슈 베넷 - 아론 도랄/5호 역
- 리처드 해치 - 톰 자렉 역
- 케이트 버넌 - 엘렌 타이 역
- 로레나 게일 - 엘로샤
- 레아 케인스 - 마가렛 "레이스트렉" 에드몬슨 역
- 보디 올모스 - 브랜던 "핫 독" 코스탄자
- 루시아나 카로 - 루엔 "캣" 카트레인 역
- 알론소 오야준 - 소시누스 역
- 제니퍼 핼리 - 다이에나 실릭스

## 방송 목록
본방송일자는 영국 Sky1 채널의 방송일자이며 미국 Sci-Fi 채널의 방송일자와는 무관하다.
| 시리즈 # | 시즌 # | 제목                             | 감독                   | 각본                                       | 본방송일자 | 생존자 수 |
| -------- | ------ | -------------------------------- | ---------------------- | ------------------------------------------ | ---------- | --------- |
| 1        | 1      | "33"                             | 마이클 라이머          | 로날드 D. 무어                             | 2004-10-18 | 49,998    |
| 2        | 2      | "Water"                          | 마리타 그라비악        | 로날드 D. 무어                             | 2004-10-25 | 47,973    |
| 3        | 3      | "Bastille Day"                   | 앨런 크로에커          | 토니 그라피아                              | 2004-11-01 | 47,958    |
| 4        | 4      | "Act of Contrition"              | 로드 하디              | 브래들리 톰슨 & 데이비드 위들              | 2004-11-08 | 47,958    |
| 5        | 5      | "You Can't Go Home Again"        | 세르지오 미미카-게잔   | 카를라 로빈슨                              | 2004-11-15 | 47,945    |
| 6        | 6      | "Litmus"                         | 로드 하디              | 제프 블래밍                                | 2004-11-22 | 47,945    |
| 7        | 7      | "Six Degrees of Separation"      | 로버트 M. 영           | 마이클 안젤리                              | 2004-11-29 | 47,942    |
| 8        | 8      | "Flesh and Bone"                 | 브래드 터너            | 토니 그라피아                              | 2004-12-06 | 47,938    |
| 9        | 9      | "Tigh Me Up, Tigh Me Down"       | 에드워드 제임스 올모스 | 제프 블래밍                                | 2004-12-13 | 47,905    |
| 10       | 10     | "The Hand of God"                | 제프 울너프            | 브래들리 톰슨 & 데이비드 위들              | 2005-01-03 | 47,905    |
| 11       | 11     | "Colonial Day"                   | 조나스 페이트          | 카를라 로빈슨                              | 2005-01-10 | 47,898    |
| 12       | 12     | "Kobol's Last Gleaming (Part 1)" | 마이클 라이머          | 구성 : 데이비드 에익 각본 : 로날드 D. 무어 | 2005-01-17 | 47,897    |
| 13       | 13     | "Kobol's Last Gleaming (Part 2)" | 마이클 라이머          | 구성 : 데이비드 에익 각본 : 로날드 D. 무어 | 2005-01-24 | 47,887    |